# Karawany
Karawany – amerykańsko-irański film przygodowy z 1978 roku na podstawie powieści Jamesa Michenera.

## Obsada
- Anthony Quinn jako Zulffiqar
- Michael Sarrazin jako Mark Miller
- Christopher Lee jako Sardar Khan
- Jennifer O’Neill jako Ellen Jasper
- Joseph Cotten jako Crandall
- Behrouz Vossoughi jako Nazrullah
- Barry Sullivan jako Richardson
- Jeremy Kemp jako dr Smythe

i inni

## Nagrody i nominacje
Oscary za rok 1978
- Najlepsze kostiumy – Reniè (nominacja)